# Vierschanzentournee 2006/07
Die 55. Vierschanzentournee 2006/07 war Teil des Skisprung-Weltcups 2006/2007. Gesamtsieger wurde der Norweger Anders Jacobsen. Auf den Plätzen folgten der Österreicher Gregor Schlierenzauer und der Schweizer Simon Ammann.

## Teilnehmer
| Nation      | Athleten |
| ----------- | --- |
| Deutschland | Tobias Bogner, Stephan Hocke, Maximilian Mechler, Julian Musiol, Jörg Ritzerfeld, Martin Schmitt, Felix Schoft, Erik Simon, Georg Späth, Michael Uhrmann, Christian Ulmer, Andreas Wank                                                           |
| Österreich  | Manuel Fettner, Mathias Hafele, Martin Höllwarth, Mario Innauer, Martin Koch, Andreas Kofler, Florian Liegl, Wolfgang Loitzl, Thomas Morgenstern, Arthur Pauli, Gregor Schlierenzauer, Balthasar Schneider, Stefan Thurnbichler, Andreas Widhölzl |
| Belarus     | Maksim Anissimau, Pjotr Tschaadajew |
| Estland     | Jens Salumae |
| Finnland    | Janne Ahonen, Janne Happonen, Jussi Hautamäki, Matti Hautamäki, Arttu Lappi, Veli-Matti Lindström, Harri Olli |
| Frankreich  | Vincent Descombes Sevoie, David Lazzaroni |
| Italien     | Alessio Bolognani, Sebastian Colloredo, Andrea Morassi |
| Japan       | Daiki Itō, Kenshirō Itō, Noriaki Kasai, Takanobu Okabe |
| Kasachstan  | Iwan Karaulow, Nikolai Karpenko, Radik Schaparow |
| Norwegen    | Jon Aaraas, Anders Bardal, Lars Bystøl, Tom Hilde, Anders Jacobsen, Roar Ljøkelsøy, Bjørn Einar Romøren |
| Polen       | Marcin Bachleda, Stefan Hula, Adam Małysz, Rafał Śliż, Kamil Stoch |
| Russland    | Ildar Fatkullin, Dmitri Ipatow, Denis Kornilow, Ilja Rosljakow, Dmitri Wassiljew |
| Schweden    | Andreas Arén, Johan Eriksson |
| Schweiz     | Simon Ammann, Andreas Küttel, Guido Landert, Michael Möllinger |
| Slowakei    | Martin Mesík |
| Slowenien   | Rok Benkovič, Jernej Damjan, Robert Kranjec, Primož Pikl |
| Südkorea    | Choi Heung-chul, Choi Seou |
| Tschechien  | Antonín Hájek, Jakub Janda, Roman Koudelka, Jan Matura |

## Oberstdorf

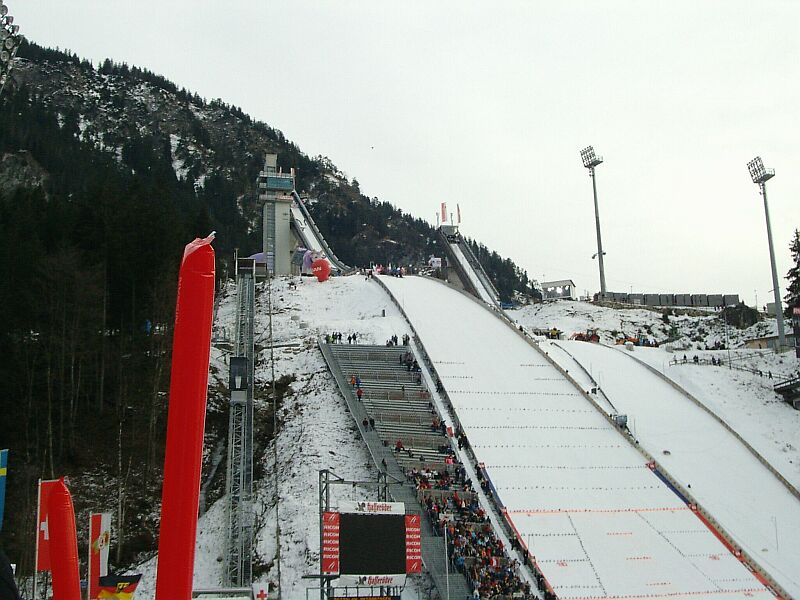
Schattenbergschanze beim Auftaktspringen zur Vierschanzentournee am 30. Dezember 2006

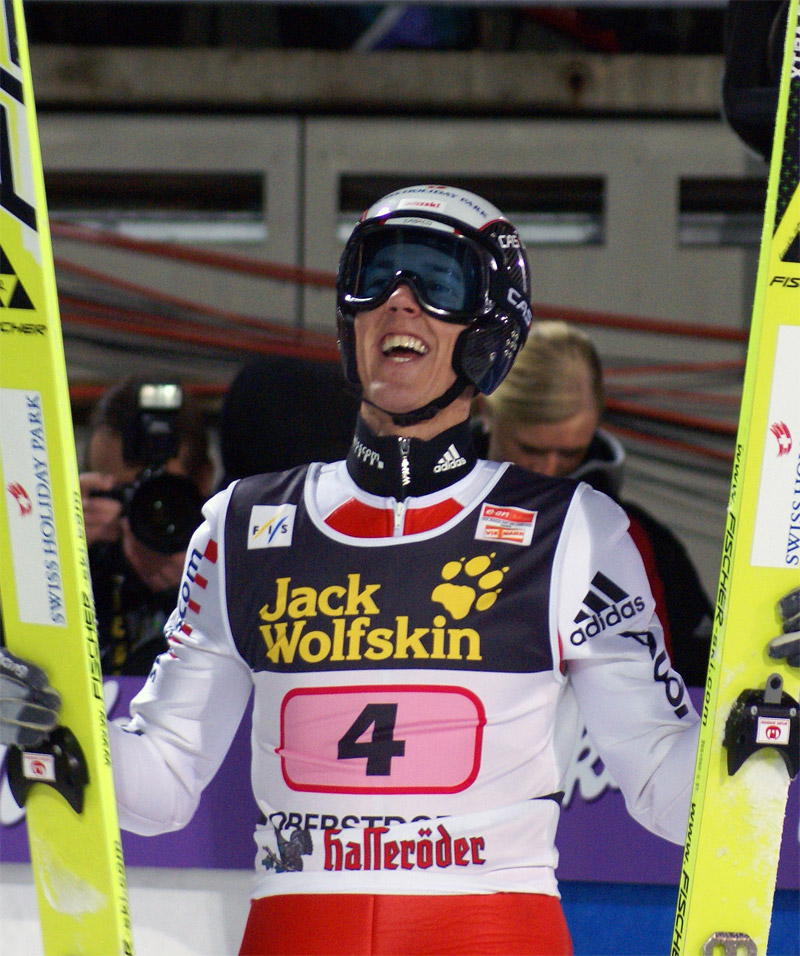
Andreas Küttel erreichte in Oberstdorf den zweiten Platz

| Pos. | Springer              | Land        | Punkte |
| ---- | --------------------- | ----------- | ------ |
| 1    | Gregor Schlierenzauer | Österreich  | 296,0  |
| 2    | Andreas Küttel        | Schweiz     | 286,5  |
| 3    | Adam Małysz           | Polen       | 280,3  |
| 4    | Anders Jacobsen       | Norwegen    | 279,7  |
| 5    | Simon Ammann          | Schweiz     | 276,9  |
| 6    | Arttu Lappi           | Finnland    | 276,3  |
| 7    | Janne Ahonen          | Finnland    | 274,8  |
| 8    | Martin Koch           | Österreich  | 270,6  |
| 9    | Anders Bardal         | Norwegen    | 267,1  |
| 10   | Thomas Morgenstern    | Österreich  | 265,2  |
| 11   | Andreas Kofler        | Österreich  | 255,3  |
| 12   | Jörg Ritzerfeld       | Deutschland | 254,7  |
| 13   | Martin Höllwarth      | Österreich  | 254,4  |
| 14   | Wolfgang Loitzl       | Österreich  | 251,8  |
| 15   | Michael Uhrmann       | Deutschland | 249,3  |

## Garmisch-Partenkirchen
| Pos. | Springer              | Land        | Punkte |
| ---- | --------------------- | ----------- | ------ |
| 1    | Andreas Küttel        | Schweiz     | 135,9  |
| 2    | Matti Hautamäki       | Finnland    | 133,0  |
| 3    | Noriaki Kasai         | Japan       | 132,9  |
| 4    | Gregor Schlierenzauer | Österreich  | 129,4  |
| 5    | Anders Jacobsen       | Norwegen    | 128,1  |
|      | Bjørn Einar Romøren   | Norwegen    | 128,1  |
|      | Arttu Lappi           | Finnland    | 128,1  |
| 8    | Martin Schmitt        | Deutschland | 127,6  |
| 9    | Michael Uhrmann       | Deutschland | 124,9  |
|      | Andreas Kofler        | Österreich  | 124,9  |
| 11   | Thomas Morgenstern    | Österreich  | 124,7  |
| 12   | Adam Małysz           | Polen       | 123,9  |
| 13   | Jakub Janda           | Tschechien  | 123,5  |
| 14   | Dmitri Wassiljew      | Russland    | 122,2  |
| 15   | Roman Koudelka        | Tschechien  | 119,8  |

## Innsbruck
| Pos. | Springer              | Land        | Punkte |
| ---- | --------------------- | ----------- | ------ |
| 1    | Anders Jacobsen       | Norwegen    | 265,0  |
| 2    | Thomas Morgenstern    | Österreich  | 263,9  |
| 3    | Simon Ammann          | Schweiz     | 261,5  |
| 4    | Arttu Lappi           | Finnland    | 257,7  |
| 5    | Janne Ahonen          | Finnland    | 257,2  |
| 6    | Adam Małysz           | Polen       | 249,9  |
| 7    | Andreas Küttel        | Schweiz     | 234,0  |
| 8    | Martin Höllwarth      | Österreich  | 231,2  |
| 9    | Manuel Fettner        | Österreich  | 230,7  |
| 10   | Michael Uhrmann       | Deutschland | 229,7  |
| 11   | Gregor Schlierenzauer | Österreich  | 227,3  |
| 12   | Dmitri Wassiljew      | Russland    | 224,7  |
| 13   | Andreas Kofler        | Österreich  | 220,0  |
| 14   | Wolfgang Loitzl       | Österreich  | 219,0  |
| 15   | Kamil Stoch           | Polen       | 217,9  |

## Bischofshofen
| Pos. | Springer              | Land        | Punkte |
| ---- | --------------------- | ----------- | ------ |
| 1    | Gregor Schlierenzauer | Österreich  | 291,9  |
| 2    | Anders Jacobsen       | Norwegen    | 289,1  |
| 3    | Simon Ammann          | Schweiz     | 275,5  |
| 4    | Dmitri Wassiljew      | Russland    | 269,1  |
| 5    | Thomas Morgenstern    | Österreich  | 262,4  |
| 6    | Arthur Pauli          | Österreich  | 254,9  |
| 7    | Andreas Küttel        | Schweiz     | 254,0  |
| 8    | Adam Małysz           | Polen       | 252,4  |
| 9    | Kamil Stoch           | Polen       | 251,3  |
| 10   | Michael Uhrmann       | Deutschland | 248,1  |
| 11   | Janne Ahonen          | Finnland    | 246,3  |
| 12   | Arttu Lappi           | Finnland    | 246,2  |
| 13   | Tom Hilde             | Norwegen    | 243,1  |
| 14   | Martin Koch           | Österreich  | 242,0  |
| 15   | Mario Innauer         | Österreich  | 240,8  |

## Gesamtstand
| Pos. | Springer              | Land        | Punkte |
| ---- | --------------------- | ----------- | ------ |
| 1    | Anders Jacobsen       | Norwegen    | 961,9  |
| 2    | Gregor Schlierenzauer | Österreich  | 944,6  |
| 3    | Simon Ammann          | Schweiz     | 931,9  |
| 4    | Thomas Morgenstern    | Österreich  | 916,2  |
| 5    | Andreas Küttel        | Schweiz     | 910,4  |
| 6    | Arttu Lappi           | Finnland    | 908,3  |
| 7    | Adam Małysz           | Polen       | 906,5  |
| 8    | Janne Ahonen          | Finnland    | 890,7  |
| 9    | Michael Uhrmann       | Deutschland | 852,0  |
| 10   | Dmitri Wassiljew      | Russland    | 848,8  |
| 11   | Martin Koch           | Österreich  | 832,5  |
| 12   | Andreas Kofler        | Österreich  | 828,6  |
| 13   | Martin Höllwarth      | Österreich  | 824,7  |
| 14   | Martin Schmitt        | Deutschland | 819,9  |
| 15   | Kamil Stoch           | Polen       | 810,9  |